# Леон Достерт
Леон Достерт (14 травня 1904 — 1 вересня 1971) — американський вчений-філолог, французького походження та основний прибічник машинного перекладу. Він був відповідальний за переносячи інновації в перекладі, такі як одночасні, hed-set метод використовуваний на Нюрнберзьких процесах, який все ще використовується сьогодні в міжнародних зустрічах і організаціях, таких як Організація Об'єднаних Націй.

## Ранні роки та освіта
Народився в Лонві, Франція, на початку двадцятого століття, здібності Достерта до іноземних мов проявились ще в дитинстві, які постраждали від Першої світової війни. Місто Лонві, що на бельгійському кордоні, було захоплено німецькою армією до того, як воно було визволене з пожежі американським противником, в такий спосіб Достерт опанував як німецьку так і англійську мови до кінця військових дій. Такою була його команда обох мов, він працював перекладачем як для німців, так і для американців.
Осиротівши ще до початку війни, Достерта дуже любили американські війська, на які він працював, причому, деякі з них спонсорували його навчання в Сполучених Штатах після війни. У 1921 році, після покращення стану здоров'я, яке погіршилось через війну, Достерт вступив до середньої школи в Пасадені (штат Каліфорнія). В 1925 році вступив до коледжу Оксидентал до переїзду в Джорджтаунівський університет кілька років потому, коли в 1928 році він отримав ступінь бакалавра в області зовнішньої служби. Інший ступінь бакалавра, в філософії, здобув в 1930 році і в 1931- році ступінь магістра Достерт був прийнятий аспірантом мов в Університеті Джона Гопкінса, хоча він не закінчив свою дисертацію.

## Фронтове обслуговування
Достерт був відповідальним за переклад на Нюрнберзьких процесах.

## Машинний переклад
Достерт став інавгураційним головою Джорджтаунського Інституту мов та лінгвістики. Інститут співпрацюватиме з IBM для виконання першого в історії машинного перекладу, який в 1954 році буде публічно продемонстровано. Достерт особисто оголосив про досягнення, хоча саме громадський захід був більше доказом концепції, для подальшого зібрання ресурсів і зацікавленості.